# ビル・タレン

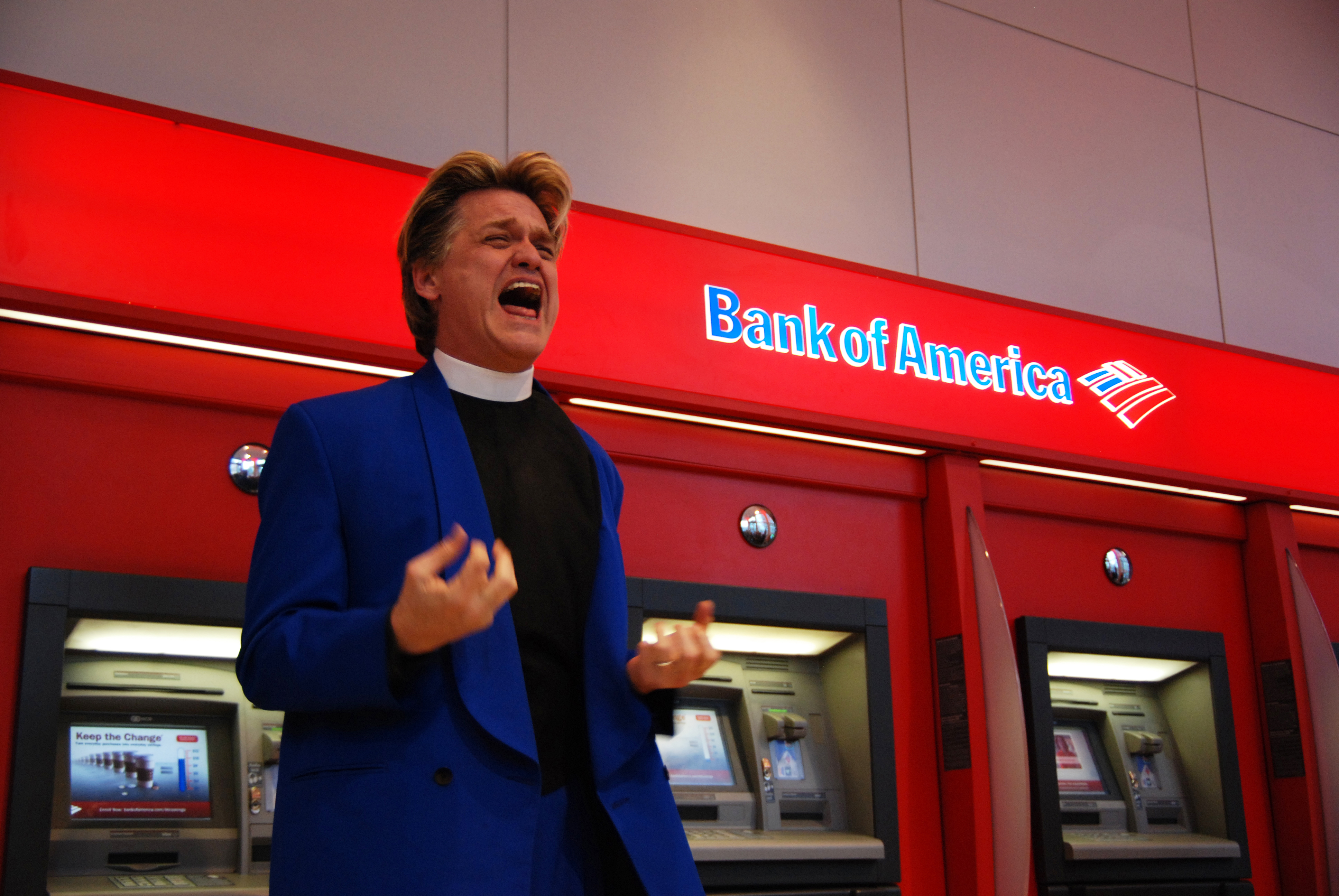
ニューヨークのユニオンスクエアにあるバンク・オブ・アメリカのATMの前で説教を行うビリー牧師。

ビル・タレン（Bill Talen、1950年5月25日 - ）は、アメリカ合衆国出身のオランダ系アメリカ人社会活動家。カルヴァン主義者。ビリー牧師（Reverend Billy）という名で知られており、現在は「Church of Life After Shopping」という教会を主催する。「牧師」は自称である。

## 来歴

### 買物止めろ教会
1950年5月25日にミネソタ州で生まれ、1990年代後半にサンフランシスコからニューヨークに引っ越した。サンフランシスコに住んでいた頃に、路上説教者とテレビ伝道の要素を混ぜ合わせた「ビリー牧師」というキャラクターを創りあげ、サンフランシスコ各地のシアターで公演を行った。
その後、ニューヨークにおいて「買物止めろ教会」（The Church of Stop Shopping）を設立し、スターバックスやウォルマートやディズニーランドといった巨大資本の経営する店の内外でゴスペルを歌いながら不買運動を呼び掛けるパフォーマンスをするようになった。なお、教会の名前は後に「Church of Life After Shopping」に改称された。
こうした活動は、2002年に「Reverend Billy & The Church of Stop Shopping」というドキュメンタリー映画で紹介された。また、2005年に公開されたショートドキュメンタリー映画「Preacher With An Unknown God」においても紹介された。

### What Would Jesus Buy?

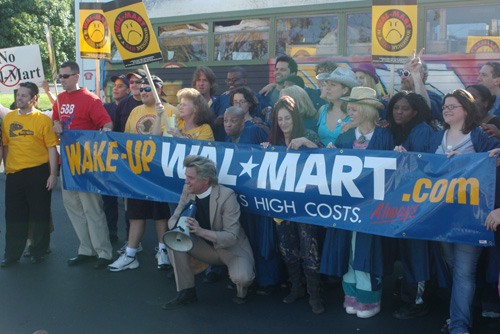
ウォルマートの前で抗議活動に参加するビリー牧師。

2007年にモーガン・スパーロックがプロデュースしたドキュメンタリー映画「What Would Jesus Buy?」が公開され、クリスマスの日までにバスで全米を横断し、全米各地のスーパーマーケットやショッピングモールで活動を行う様が紹介された。なお、この映画のタイトルのロゴは、ディズニーと同じ字体で書かれている。